# Prinzen im Tower

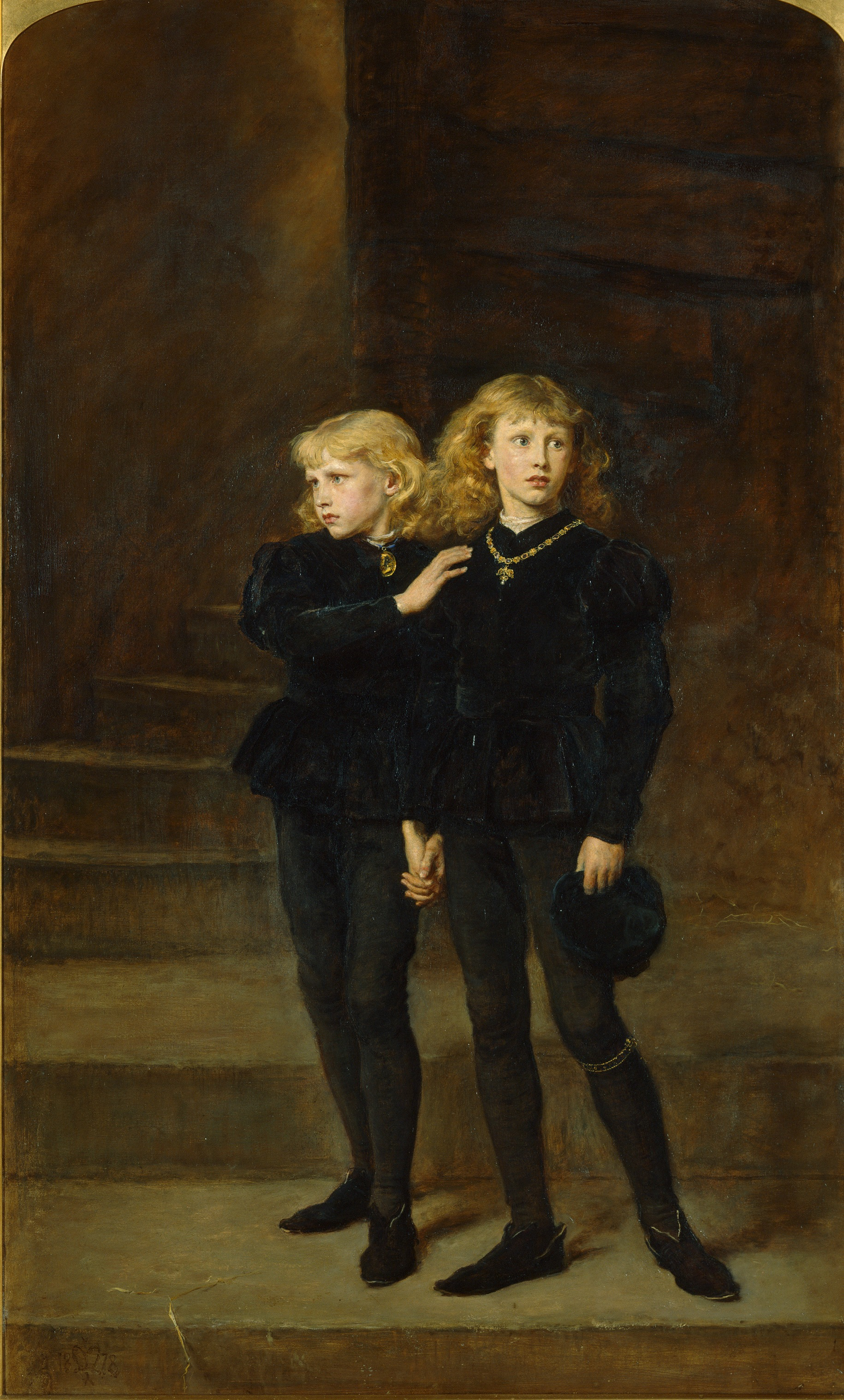
The Princes in the Tower (1878), romantisierendes Gemälde von John Everett Millais

Die Prinzen im Tower von London (engl. the princes in the tower) waren Eduard V. von England (* 1470; † 1483?) und Richard of Shrewsbury, 1. Duke of York (* 1473; † 1483?), die Söhne von König Eduard IV. und Elizabeth Woodville.
Ihr Onkel, Richard of Gloucester, ließ sie nach dem Tod des Königs durch das Parlamentsstatut Titulus Regius für illegitim und somit nicht erbfähig erklären und bestieg anstelle von Eduard selbst als Richard III. den Thron. Die Brüder hatte er zuvor im Tower von London untergebracht, zunächst angeblich um Eduards Krönung vorzubereiten. Zuletzt wurden die Prinzen dort lebend im Sommer 1483 gesehen. Danach verschwanden sie spurlos, und allgemein wird angenommen, dass sie ermordet wurden.
Das Schicksal der beiden Prinzen und ihr potentieller Mörder sind Teil einer intensiven Debatte sowohl in der historischen Forschung als auch in den Medien und in populärwissenschaftlicher Literatur. Die Prinzen im Tower sind ferner ein beliebtes Motiv in Kunst und Literatur.

## Historischer Kontext

### Tod Eduards IV. und Thronfolge
Nach dem Tod des englischen Königs Eduard IV. 1483 sollte ihm sein erstgeborener Sohn als Eduard V. auf den Thron folgen. Während seiner Minderjährigkeit sollte zunächst ein Lordprotektor die Vormundschaft über Eduard und die Regentschaft über England übernehmen, wobei Richard von Gloucester, der jüngere Bruder Eduards IV., für diese Rolle vorgesehen war. Gleichzeitig hatte jedoch die Witwe Eduards IV., Elizabeth Woodville ein Interesse daran, Eduard schon minderjährig zum König krönen zu lassen, um ihren Einfluss am Königshof zu wahren.
Eduard wurde zunächst von seiner Residenz in Ludlow Castle nach London eskortiert und die Krönungsfeierlichkeiten für den 22. Juni vorbereitet. Die Krönung Eduards wurde letztlich durch Richard, Duke of Gloucester, verhindert: So beschuldigte Richard Elizabeth Woodville sowie Jane Shore, Eduards ehemalige Mätresse, der Hexerei, und er ließ einige seiner politischen Gegner verhaften. Nachdem einige seiner Gegner aus dem Weg geräumt waren, ließ Richard am 22. Juni, dem geplanten Tag der Krönung, in London verkünden, dass die Kinder von Eduard IV. und Elizabeth Woodville illegitim seien, und ließ sich selbst als damit einzigen legitimen Thronfolger zum König krönen. Die Begründung, warum Eduard und sein jüngerer Bruder Richard illegitim seien, wurde einige Monate später durch das Parlamentsstatut Titulus Regius bestätigt.

### Illegitimität der Prinzen
Im Sinn des damaligen Rechts wäre die Ehe zwischen Eduard IV. und Elizabeth Woodville ungültig gewesen, wenn ein älteres Heiratsversprechen zwischen Eduard und Lady Eleanor Talbot bestand. Ein Heiratsversprechen zur damaligen Zeit war rechtlich bindender als ein heutiges Verlöbnis, weshalb es die Ehe Eduards mit Elizabeth Woodville unrechtmäßig gemacht hätte. In Titulus Regius wurde ferner hervorgehoben, dass die Heirat zwischen Elizabeth Woodville und Eduard heimlich stattgefunden habe, was das ältere Heiratsversprechen nicht aufgehoben hätte. Wenn also Eduard durch einen Vor-Ehevertrag an Eleanor Talbot gebunden war, musste die Ehe mit Elizabeth Woodville zur Bigamie und die aus dieser Ehe hervorgegangenen Kinder für unehelich erklärt werden, so die Argumentation.
Heutige Historiker heben hervor, dass die Entscheidung des Parlaments, Eduard und seinen Bruder Richard für illegitim zu erklären und von der Thronfolge auszuschließen, weil die Ehe ihrer Eltern ungültig sei, aus heutiger Sicht keineswegs so eindeutig sei. So schreibt der Historiker David Baldwin, dass Eduard vor seiner Ehe sehr viele Affären gehabt hätte und es keine Beweise gäbe, dass er ausgerechnet Eleanor Talbot ein Heiratsversprechen gegeben habe. Wenn dies so wäre, so Baldwin, dann wäre unklar, warum Eleanor Talbot keine Ansprüche gegenüber Eduard erhoben hatte. Auch hätte Eduard nach Eleanors Tod 1468 seine Heirat und seine Söhne nachträglich legitimieren lassen können. Dass er dies nicht tat, spräche eher dafür, dass Eduard hier kein Problem sah.
Falls die Prinzen Bastarde waren, bedeutete dies nicht, dass sie nicht erben konnten. Wilhelm der Eroberer war nicht der erste und nicht der letzte Bastard, der Ländereien und Titel geerbt hatte. Die Illegitimität war ein legaler Status, der vom Gesetz her geändert werden konnte, entweder durch das Kirchen- oder durch das Staatsgesetz. Das Parlament hätte die Prinzen legitimieren und Eduard V. erlauben können, König zu werden.

### Verschwinden der Prinzen

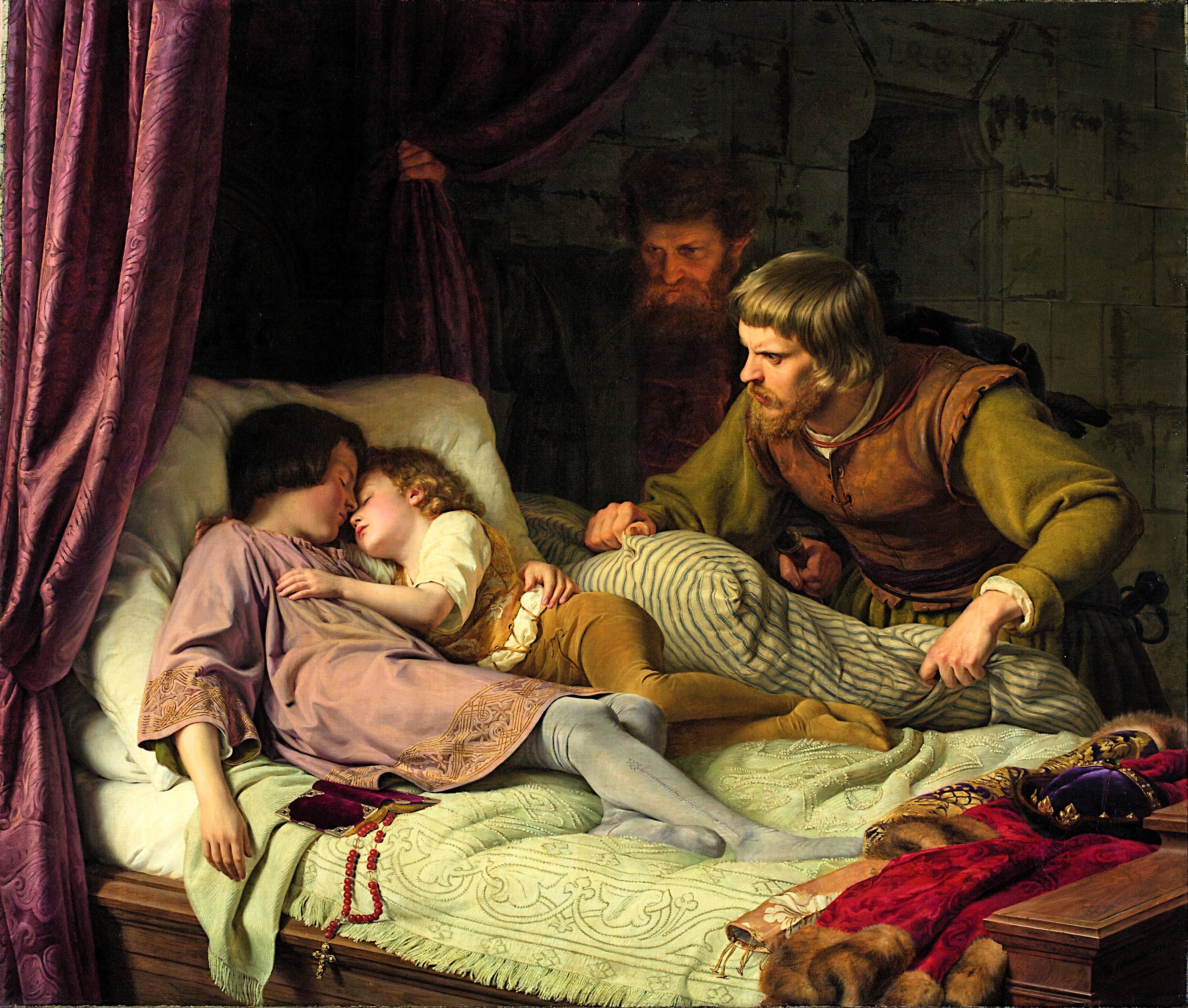
Die Ermordung der Söhne Eduards IV., Theodor Hildebrandt, 1835

Eduard und sein Bruder Richard blieben nach der Thronbesteigung Richards im Tower von London, damals ein königlicher Palast. 1483 kursierten Gerüchte über den Tod der beiden Jungen, die nach 1483 nicht mehr öffentlich in Erscheinung getreten sind.
Zeitgenössische Quellen wie die Historia Croylandensis, der italienische Geistliche Dominic Mancini, der sich zu der Zeit in England aufhielt, und der französische Höfling Philippe de Commynes machen zum Schicksal der Jungen unterschiedliche Aussagen. Der Verfasser der Historia Croylandensis erwähnt das Gerücht 1483, sagt aber nicht, ob er ihm Glauben schenke. Commynes gibt an, Richard sei für den Mord an den Prinzen verantwortlich, sagt aber an anderer Stelle, Henry Stafford, 2. Duke of Buckingham habe die beiden Prinzen getötet. Mancini erwähnt, die Prinzen hätten sich immer mehr in die inneren Räumlichkeiten des Towers zurückgezogen und seien schließlich nicht mehr gesehen worden. Nur Mancinis Beitrag ist jedoch um 1483 verfasst worden; die anderen beiden Quellen sind drei bis sieben Jahre nach den Ereignissen entstanden. Die Great Chronicle, verfasst dreißig Jahre nach den Londoner Stadtakten, bezeugt, dass das Gerücht vom Tod der Prinzen erst nach Ostern 1484 zu zirkulieren begonnen habe. Spätestens ab 1484 begann sich das Gerücht, Richard habe seine Neffen getötet, auch in anderen Ländern Europas zu verbreiten.
Einige Jahre später tauchten immer wieder im Umfeld von Aufständen gegen Heinrich VII. Männer auf, die sich als Richard von York ausgaben, darunter auch der wohl Bekannteste, Perkin Warbeck. Alle stellten sich jedoch als Hochstapler heraus.
Das weitere Schicksal der beiden Prinzen ist nicht eindeutig geklärt und hat bis heute Anlass für Historiker und Laien gegeben, über das Verbleiben der Prinzen und ihre mögliche Ermordung zu spekulieren.

## Theorien um das Verschwinden der Prinzen
In der historischen Forschung wurden verschiedene Personen genannt, die für das Verschwinden der jungen Prinzen verantwortlich sein könnten und denen der Tod der Prinzen zum Vorteil diente. Da es keine eindeutigen Hinweise gibt, ob die Prinzen tatsächlich ermordet wurden und wer dafür verantwortlich war, sind alle Spekulationen dazu auf Indizien angewiesen.

### Richard III.
Spätestens nachdem Richard III. in der Schlacht von Bosworth durch Heinrich Tudor, den späteren Heinrich VII., besiegt wurde, wurde in der Tudor-Geschichtsschreibung Richard die Verantwortung für den Tod seiner Neffen gegeben. Der Staatsmann und Geschichtsschreiber Sir Thomas More (1478–1535) schreibt in seiner Geschichte Richards III., dass dieser seinen Untergebenen James Tyrrell beauftragt habe, die Kinder zu ermorden. More ist jedoch kein Zeitgenosse Richards gewesen, und seine sehr detaillierte Geschichte über den Mordauftrag und den eigentlichen Mord ist sonst nicht durch zeitgenössische Quellen belegt. Andreas Kalckhoff argumentiert in seiner Biografie Richards, dass eine Täterschaft Tyrrells unwahrscheinlich sei, denn Tyrrell machte zunächst auch unter Heinrich VII. Karriere, bevor er 1502 wegen Hochverrats hingerichtet wurde. Erst nach Tyrrells Tod wurde verkündet, dass er für den Mord an den Königssöhnen verantwortlich sei. Tyrell wusste auch nicht, wo sich die Leichen der Prinzen befanden.
Heutige Historiker wie David Starkey, Michael Hicks und Alison Weir halten Richard III. dennoch für den wahrscheinlichsten Täter. Als Argument für die Täterschaft Richards wird unter anderem gesagt, dass Richard ein Motiv hatte: Richard III. hatte die Prinzen zwar aus der Erbfolge ausgeschlossen, trotzdem blieben sie eine Gefahr für seine Herrschaft. Ende 1483 kursierte ein Gerücht über den Tod der Knaben. Diese Vermutungen wurden dadurch bestärkt, dass Richard sie nicht sofort durch einen öffentlichen Auftritt der Prinzen entkräftete.

### Henry Stafford, 2. Duke of Buckingham
Einige Historiker, speziell der Richard-Biograph Paul Kendall, halten Henry Stafford, 2. Duke of Buckingham für den wahrscheinlichsten Kandidaten, der Eduard und Richard of York beiseite geschafft haben könnte. Buckingham war Richards rechte Hand und hatte persönliche Vorteile durch den neuen König erlangt. Seine Hinrichtung nach seiner Rebellion gegen Richard im Jahr 1483 zeigt, dass er und der König sich zerstritten hatten, möglicherweise hatte das Zerwürfnis seine Ursache in der Beseitigung der Prinzen im Tower. Buckingham stammte über die mütterliche und die väterliche Linie von König Eduard III. ab und konnte sich so eventuell selbst Hoffnungen auf den Thron machen. Einige zeitgenössische Quellen nennen Buckingham auch als Verantwortlichen für den Tod der Kinder. Falls Buckingham der Täter war, müssen die Prinzen im Jahr 1483 gestorben sein, vor der Hinrichtung Buckinghams.

### Heinrich VII.
König Heinrich VII. heiratete die älteste Schwester der Prinzen, Elizabeth of York, um seinen Thronanspruch zu stärken. Der Anspruch Heinrichs auf den Thron hing wiederum davon ab, dass Elisabeths Brüder tot waren, denn sie hätten einen stärkeren Anspruch auf den Thron als Heinrich gehabt. Allerdings hätte Heinrich VII. erst 1485 nach seiner Thronbesteigung die Gelegenheit gehabt, die Prinzen im Tower persönlich umzubringen, da er bis dahin 14 Jahre in Frankreich im Exil verbracht hatte. Ungeklärt bliebe in diesem Fall, warum die Prinzen ab Sommer 1483 bis 1485 nie in Erscheinung traten und Gerüchte über ihren Tod bereits 1483 die Runde machten. Einige wenige Historiker haben in Betracht gezogen, dass Heinrich den Mord an den Prinzen in Auftrag gegeben oder verübt hat, ein Vertreter dieser Theorie ist der Historiker Clement Markham.

### Anne Neville
Die Rolle von Lady Anne Neville, Gemahlin von Richard III. und Tochter von Richard Neville, 16. Earl of Warwick ist unklar. Sie gilt als wenig einflussreich, dürfte aber zumindest ein Interesse daran gehabt haben, dass ihr einziger Sohn Prinz Edward rechtmäßiger Thronerbe würde und dem hätten ihre Neffen im Weg gestanden. Edward war kränklich und starb etwa ein Jahr nach den Prinzen.

## Skelettfund im Tower
1674 gruben einige Arbeiter beim Umbau des Towers nahe dem White Tower eine Kiste mit Skeletten von zwei Kindern aus. Sie warfen sie auf einen Müllberg. Einige Tage oder Wochen später kam die Vermutung auf, dass es die Knochen der beiden Prinzen sein könnten. Daraufhin wurden die Knochen aufgesammelt und einige von ihnen in eine Urne gesteckt, die auf Befehl von Karl II. in der Westminster Abbey begraben wurden.
1933 wurden die Knochen für eine wissenschaftliche Untersuchung exhumiert. Die Untersuchung durch den Mediziner William Wright ergab, dass es sich um zwei Skelette handelte, die durch die vorangegangene Ausgrabung in relativ schlechtem Zustand und mit diversen Tierknochen vermengt waren. Die Kinder, von denen die Skelette stammen, so die Schätzung von Wright, waren zum Todeszeitpunkt 12 bis 13 resp. 10 Jahre alt, was, falls es sich um die beiden Prinzen handelt, auf einen Todeszeitpunkt Mitte 1483 hindeutet (Prinz Eduard wurde 1470 und sein Bruder 1473 geboren). Eine Zahnuntersuchung damals bestätigte die Alterseinschätzung. Einen Blutfleck an einem Schädel hielt Wright für ein Indiz für einen Tod durch Ersticken.
Die medizinische Untersuchung von 1933 wurde inzwischen einiger Kritik unterzogen. Eine genaue Begutachtung von 1987 der damaligen medizinischen Untersuchung kritisiert, dass Wright das Geschlecht der beiden Skelette nicht bestimmt habe, sondern einfach davon ausgegangen sei, dass sie männlich sind. Auch sei die Altersschätzung von Wright auf keiner sicheren Grundlage erfolgt, wenn man die Mittel in Betracht ziehe, die Wright zur Verfügung standen. Eine weitere Studie wiederum widerspricht dieser Kritik: Dr. Theya Molleson kommt aufgrund der von 1933 verfügbaren Fotos der Knochen und Zähne zu dem Schluss, dass die Bestimmung des Geschlechts als männlich und des Alters korrekt seien.
Ohne eine weitere Untersuchung der Knochen und Zähne, insbesondere eine Ermittlung des Alters durch Radiokarbonmethode und eine DNA-Analyse können keine weiteren Aussagen dazu gemacht werden, ob es sich bei den Skeletten wirklich um die Überreste der Prinzen im Tower handelt. Solche Untersuchungen schienen vorerst jedoch unwahrscheinlich, denn die Verantwortlichen der Westminster-Abtei, wo die mutmaßlichen Überreste der Prinzen begraben liegen, lehnen eine weitere Exhumierung ab mit der Begründung, dass der Friede der begrabenen Kinder nicht weiter gestört werden soll.
Im Oktober 2022 gab König Charles III. einem Archäologenteam die Genehmigung, DNA-Proben aus den geborgenen Gebeinen zu entnehmen. Damit steigen die Chancen, dass die Identität der im Tower gefundenen Skelettreste doch noch aufgeklärt werden könnte.

## Motiv in Kunst und Literatur
Das Rätsel um das Schicksal der Prinzen im Tower hat nicht nur großes Interesse in historischer Forschung und populärwissenschaftlicher Literatur ausgelöst, sondern diente auch als beliebtes Motiv in Kunst und Literatur. So malte der englische Maler John Everett Millais 1878 die bekannte Darstellung The Two Princes Edward and Richard in the Tower, 1483. In Shakespeares Richard III. wird gezeigt, wie Richard einen Mörder beauftragt, die beiden Prinzen im Tower umzubringen. Josephine Tey verfasste 1951 den Krimi The Daughter of Time (dt. Alibi für einen König), in dem die Hauptfigur, Inspektor Alan Grant von Scotland Yard, während eines Krankenhausaufenthalts aus Langeweile versucht, den ungelösten Mordfall an den zwei Prinzen zu lösen. Romane aus Philippa Gregorys Romanreihe Der Cousinenkrieg befassen sich ebenfalls unter anderem mit den Prinzen im Tower. Die Romane wurden unter dem Titel The White Queen auch für das britische Fernsehen verfilmt.